# オフィスのいり
株式会社オフィスのいりは東京都府中市にある芸能事務所。日本芸能マネージメント事業者協会加盟。

## 概要
赤木春恵の個人事務所として設立。社長の野杁和俊は赤木の長女「野杁泉」の夫にあたる。
テレビ、映画、舞台において総合的にマネージメントを手掛ける。主に舞台において力を発揮している。

## おもな所属俳優
- 大空眞弓
- 音無美紀子
- 沢田亜矢子
- 荒井洸子
- 紫とも
- 村井麻友美
- 帯金ゆかり

## かつて所属していた俳優・タレント
- 赤木春恵（在籍中に死去）
- 若林豪（現在はエ・ネストへ移籍）
- 逢坂じゅん
- 有沢比呂子（有沢妃呂子から改名）（在籍中に死去）
- 中山仁（在籍中に死去）
- 川崎麻世（プラチナムプロダクションへ移籍）
- 江藤潤
- 曽我廼家文童
- 桑原辰旺（セントラル株式会社＝現YKエージェントへ移籍）
- 長谷川哲夫 （在籍中に死去）